# Bermuda ai XXIII Giochi olimpici invernali
Bermuda ha partecipato ai XXIII Giochi olimpici invernali, che si sono svolti dal 9 al 28 febbraio 2018 a Pyeongchang, in Corea del Sud, con una delegazione composta da un solo atleta, il fondista Tucker Murphy, che è anche il portabandiera.

## Sci di fondo
| Evento               | Atleta        | Tempo   | Tempo   | Tempo   | Distacco | Distacco | Distacco | Posizione | Posizione |
| -------------------- | ------------- | ------- | ------- | ------- | -------- | -------- | -------- | --------- | --------- |
| 15 km tecnica libera | Tucker Murphy | 43'05"7 | 43'05"7 | 43'05"7 | +9'21"8  | +9'21"8  | +9'21"8  | 104º      | 104º      |